# Geografia da Jamaica
A geografia da Jamaica é parte de um arquipélago das Grandes Antilhas, no Mar do Caribe. Suas terras são os picos emersos de uma cadeia de montanhas submarina. O clima tropical alcança índices pluviométricos de até 5000 mm. A hidrografia é rica em cursos de água e belas cachoeiras. São rios importantes: o rio Grande, o Wag Water, o Black River, ao norte dos Montes Santa Cruz e rio Caba umbandodelocorita. O seu extremo oriental é a Ponta Morant, mas o país tem ainda ilhotas a leste da ilha principal, os Morant Cays.
O relevo jamaicano é composto por montanhas baixas e planaltos, a flora é composta por florestas tropicais e vegetação rasteira nas praias. No interior, há muitas montanhas cercadas por áreas costeiras baixa, metade da área do país está há 300 metros acima do nível do mar.Entre as planícies mais importantes, está as de Liguanea,Rio Cobre e Saint Dorothy. 
A flora é exuberante com suas florestas tropicais e paisagens do litoral, com praias emolduradas pela vegetação de palmeiras e ervas rasteiras. Além da capital, Kinsgston, são cidades importantes: Port Antonio, Montego Bay, White Horses e Port Morant.